# Cystopsora antidesmatis
Cystopsora antidesmatis är en svampart som beskrevs av W.B. Cooke 1952. Cystopsora antidesmatis ingår i släktet Cystopsora och familjen Pucciniaceae.   Inga underarter finns listade i Catalogue of Life.